# 李家沙水道
李家沙水道，位于中华人民共和国广东省佛山市顺德区和广州市番禺区交界地带，北起佛山顺德伦教大洲口，上接顺德水道，蜿蜒向东南，至顺德大良的板沙尾与容桂水道汇合流入洪奇沥水道。全长10千米，河宽150～250米。水道水量主要来自北江，但受南海潮汐影响，每天涨、落潮各两次，十分明显。